# NOW ON STAGE
『NOW ON STAGE』（ナウ・オン・ステージ）はタカラヅカ・スカイ・ステージで2002年から放送中のトーク番組。

## 概要
各公演に出演中のタカラジェンヌが、役づくりや公演への意気込み、稽古中のエピソードなどを語る。
現在は各公演期間中に、宝塚大劇場・東京宝塚劇場の作品は30回程度、その他の劇場作品は10回程度再放送されている。
また、各公演が放送されるときに関連番組として再放送される場合がある。

## 出演者
司会者：竹下典子・華陽子・与倉幸恵・模亜希子
トップスター・トップ娘役（バウホール公演等トップスター以外が主演の場合は主演スター）をはじめとして5名〜7名程度のタカラジェンヌが出演。

## 放送内容
詳しい放送日は公式ホームページを参照。

### 2002年
| 初回放送 | 回 | タイトル | 出演者 |
| -------- | -- | --- | ------ |
| 7月      | 1  | 星組東京宝塚劇場公演 |        |
| 7月      | 2  | 星組東京宝塚劇場公演 雪組・パリ祭 |        |
| 7月      | 3  | 星組東京宝塚劇場公演 雪組・パリ祭 成瀬こうきディナーショー                                                                                                   |        |
| 7月      | 4  | 宙組宝塚大劇場公演『鳳凰伝』『ザ・ショー・ストッパー』 |        |
| 7月      | 5  | 雪組東京宝塚劇場公演『追憶のバルセロナ』『ON THE 5th』 |        |
| 8月      | 6  | 雪組東京宝塚劇場公演『追憶のバルセロナ』 花組バウホール公演『月の燈影』                                                                                      |        |
| 8月      | 7  | 雪組東京宝塚劇場公演『ON THE 5th』 花組バウホール公演『月の燈影』                                                                                            |        |
| 8月      | 8  | 花組博多座公演『あかねさす紫の花』『Cocktail』 水夏希ディナーショー『SOUL 煽動する魂』                                                                       |        |
| 8月      | 9  | 月組宝塚大劇場公演[1]『長い春の果てに』『With a Song in my Heart』 バウ・パフォーマンス『Switch-75thコラボレーション-』 轟悠スペシャルコンサート『Stylish!』 |        |
| 9月      | 10 | 月組宝塚大劇場公演[2]『長い春の果てに』『With a Song in my Heart』 バウ・パフォーマンス『Switch-75thコラボレーション-』 轟悠スペシャルコンサート『Stylish!』 |        |
| 9月      | 11 | 月組宝塚大劇場公演[1][2]『長い春の果てに』『With a Song in my Heart』 バウ・パフォーマンス『Switch-75thコラボレーション-』                                   |        |
| 9月      | 12 | 中国公演『蝶・恋』『サザンクロス・レビュー・イン・チャイナ』 星組バウ『ヴィンターガルテン』                                                                  |        |
| 9月      | 13 | 月組宝塚大劇場公演[1]『長い春の果てに』『With a Song in my Heart』 バウ・パフォーマンス『Switch-75thコラボレーション-』                                      |        |
| 9月      | 14 | 月組宝塚大劇場公演[2]『長い春の果てに』『With a Song in my Heart』 バウ・パフォーマンス『Switch-75thコラボレーション-』                                      |        |
| 10月     | 15 | 宙組東京宝塚劇場公演『鳳凰伝』『ザ・ショー・ストッパー』※7・8月の再放送                                                                                      |        |
| 10月     | 16 | 宙組東京宝塚劇場公演『鳳凰伝』『ザ・ショー・ストッパー』 |        |
| 10月     | 17 | 宙組東京宝塚劇場公演『鳳凰伝』『ザ・ショー・ストッパー』 大和悠河ディナーショー                                                                              |        |
| 10月     | 18 | 花組宝塚大劇場公演『エリザベート』 大和悠河ディナーショー |        |
| 10月     | 19 | 花組宝塚大劇場公演『エリザベート』 |        |
| 10月     | 20 | 雪組全国ツアー公演『再会』『華麗なる千拍子2002』 雪組バウホール公演『ホップ スコッチ』                                                                       |        |
| 11月     | 21 | 雪組全国ツアー公演『再会』『華麗なる千拍子2002』 樹里咲穂ディナーショー                                                                                      |        |
| 11月     | 22 | 月組東京宝塚劇場公演『長い春の果てに』『With a Song in my Heart』 樹里咲穂ディナーショー                                                                     |        |
| 11月     | 23 | 月組東京宝塚劇場公演『長い春の果てに』『With a Song in my Heart』※8・9月の再放送                                                                             |        |
| 11月     | 24 | 月組東京宝塚劇場公演『長い春の果てに』『With a Song in my Heart』 春野寿美礼ディナーショー                                                                   |        |
| 11月     | 25 | 月組東京宝塚劇場公演『長い春の果てに』『With a Song in my Heart』 轟悠ディナーショー                                                                         |        |
| 11月     | 26 | 星組宝塚大劇場公演『ガラスの風景』『バビロン』 轟悠ディナーショー                                                                                            |        |
| 12月     | 27 | 星組宝塚大劇場公演『ガラスの風景 『バビロン』 |        |
| 12月     | 28 | 宙組ドラマシティ公演『聖なる星の奇蹟』 宙組バウ『おーい春風さん』『春ふたたび』 星組バウ『恋天狗』『おーい春風さん』 安蘭けいディナーショー                  |        |

### 2003年
| 初回放送 | 回 | タイトル | 出演者 |
| -------- | -- | --- | ------ |
| 1月      | 29 | 花組東京宝塚劇場公演『エリザベート』 星組バウ『恋天狗』『おーい春風さん』                                         |        |
| 1月      | 30 | 雪組宝塚大劇場公演『春麗の淡き光に』『Joyful!!』 渚あきミュージック・サロン                                       |        |
| 1月      | 31 | 花組東京宝塚劇場『エリザベート』 月組バウ『春ふたたび』『恋天狗』                                                 |        |
| 1月      | 32 | 雪組宝塚大劇場『春麗の淡き光に』『Joyful!!』                                                                      |        |
| 1月      | 33 | 月組中日劇場『長い春の果てに』『With a Song in my Heart』                                                         |        |
| 2月      | 34 | 星組宝塚大劇場公演『ガラスの風景』『バビロン』 ※12月の再放送                                                      |        |
| 2月      | 35 | 星組東京宝塚劇場公演『ガラスの風景』『バビロン』 雪組バウ『春ふたたび』『恋天狗』                                 |        |
| 2月      | 36 | 星組東京宝塚劇場公演『ガラスの風景』『バビロン』 花組バウ『おーい春風さん』『恋天狗』                             |        |
| 2月      | 37 | 宙組宝塚大劇場公演『傭兵ピエール』『満天星大夜總会』                                                              |        |
| 3月      | 38 | 花組ドラマシティ公演『不滅の棘』 伊織直加ディナーショー                                                           |        |
| 3月      | 39 | 雪組東京宝塚劇場公演『春麗の淡き光に』『Joyful!!』 和央ようかディナーショー                                       |        |
| 4月      | 40 | 雪組東京宝塚劇場公演『春麗の淡き光に』『Joyful!!』 伊織直加ディナーショー                                         |        |
| 4月      | 41 | 月組宝塚大劇場公演『花の宝塚風土記』『シニョール ドン・ファン』                                                   |        |
| 4月      | 42 | 雪組東京宝塚劇場公演『春麗の淡き光に』『Joyful!!』                                                                |        |
| 4月      | 43 | 星組全国ツアー公演『蝶・恋（ディエ・リエン）』『サザンクロス・レビューIII』                                       |        |
| 5月      | 44 | 星組日生劇場公演『雨に唄えば』 紫吹淳ディナーショー                                                               |        |
| 5月      | 45 | 宙組東京宝塚劇場公演『傭兵ピエール』『満天星大夜總会』(稽古場）                                                   |        |
| 5月      | 46 | 宙組東京宝塚劇場公演『傭兵ピエール』『満天星大夜總会』(舞台）                                                     |        |
| 5月      | 47 | 花組宝塚大劇場公演『野風の笛』『レビュー誕生－夢を創る仲間たち－』                                                |        |
| 6月      | 48 | 雪組バウ『アメリカン・パイ』（舞台）                                                                              |        |
| 6月      | 49 | 雪組全国ツアー『春麗の淡き光に 朱天童子異聞』『Joyfull!!』（稽古場）                                              |        |
| 6月      | 50 | 月組東京宝塚劇場公演『花の宝塚風土記』『シニョール ドン・ファン』（稽古場） 宝塚巴里祭2003                        |        |
| 7月      | 51 | 月組東京宝塚劇場公演『花の宝塚風土記』『シニョール ドン・ファン』（舞台）                                         |        |
| 7月      | 52 | 星組宝塚大劇場公演『王家に捧ぐ歌－オペラ『アイーダ』より－』（舞台）                                              |        |
| 7月      | 53 | 宙組博多座公演『鳳凰伝－カラフとトゥーランドット－』『ザ・ショー・ストッパー』（稽古場）                          |        |
| 8月      | 54 | 宙組バウホール公演『里見八犬伝』（舞台） 彩輝直ディナーショー『RECUERDO ‐レクエルド・追憶の歌聲‐』                |        |
| 8月      | 55 | 花・東京宝塚劇場公演『野風の笛』『レヴュー誕生－夢を創る仲間たち－』（稽古場）                                    |        |
| 8月      | 56 | 花組東京宝塚劇場公演『野風の笛』『レヴュー誕生－夢を創る仲間たち－』（舞台） 大空祐飛ディナーショー『Spark!!』    |        |
| 9月      | 57 | 雪組宝塚大劇場公演『Romance de Paris』『レ・コラージュ－音のアラベスク－』（舞台）                                |        |
| 9月      | 58 | 月組バウホール公演『なみだ橋 えがお橋』 紫吹淳コンサート『Lica-Rica/L.R』                                         |        |
| 9月      | 59 | 星組東京宝塚劇場公演『王家に捧ぐ歌－オペラ『アイーダ』より－』（稽古場） 樹里咲穂コンサート『JUBILEE-S』          |        |
| 9月      | 60 | 星組東京宝塚劇場公演『王家に捧ぐ歌－オペラ『アイーダ』より－』（舞台）                                            |        |
| 10月     | 61 | 宙組宝塚大劇場公演『白昼の稲妻』『テンプテーション－誘惑－』（舞台）                                              |        |
| 10月     | 62 | 花組全国ツアー公演『琥珀色の雨にぬれて』『Cocktail－カクテル－』                                                  |        |
| 10月     | 63 | 花組バウホール公演『二都物語』                                                                                    |        |
| 11月     | 64 | 雪組東京宝塚劇場公演『Romance de Paris』『レ・コラージュ-音のアラベスク-』（稽古場） 初風緑コンサート『Carmine』  |        |
| 11月     | 65 | 雪組東京宝塚劇場公演『Romance de Paris』『レ・コラージュ-音のアラベスク-』（舞台） 梅田コマ劇場公演『シンデレラ』 |        |
| 12月     | 66 | 月組宝塚大劇場公演 『薔薇の封印－ヴァンパイア・レクイエム－』                                                     |        |
| 12月     | 67 | 星組バウホール公演 『巌流－散りゆきし花の舞－』                                                                   |        |
| 12月     | 68 | 星組ドラマシティ公演 『永遠の祈り－革命に消えたルイ17世－』                                                       |        |

### 2004年
| 初回放送 | 回  | タイトル | 出演者 |
| -------- | --- | --- | ------ |
| 1月      | 69  | 宙組東京宝塚劇場公演『白昼の稲妻』『テンプテーション!』（稽古場）                                                                                   |        |
| 1月      | 70  | 宙組東京宝塚劇場公演『白昼の稲妻』『テンプテーション!』（舞台）                                                                                     |        |
| 1月      | 71  | 花組宝塚大劇場公演『飛翔無限』『天使の季節』『アプローズ・タカラヅカ! ―ゴールデン90―』（舞台）                                                      |        |
| 1月      | 72  | 雪組中日劇場公演『Romance de Paris』『レ・コラージュ－音のアラベスク－』（稽古場）                                                                  |        |
| 2月      | 73  | 雪組バウホール公演『送られなかった手紙』（舞台） |        |
| 2月      | 74  | 月組東京宝塚劇場公演『薔薇の封印－ヴァンパイア・レクイエム－』（稽古場） 轟悠ディナーショー『Yu Quiero Guitarras』                                  |        |
| 2月      | 75  | 月組東京宝塚劇場公演『薔薇の封印－ヴァンパイア・レクイエム－』（舞台） 安蘭けいディナーショー『Sense』                                              |        |
| 2月      | 76  | 星組宝塚大劇場公演『1914/愛』『タカラヅカ絢爛－灼熱のカリビアン・ナイト－』                                                                         |        |
| 3月      | 77  | 宙組シアタードラマシティ東京特別公演『BOXMAN－俺に破れない金庫などない－』                                                                          |        |
| 3月      | 78  | 月組東京宝塚劇場公演『薔薇の封印－ヴァンパイア・レクイエム－』（稽古場） 立樹遥ディナーショー『Luce～陽だまりの足音～』                             |        |
| 3月      | 79  | 花組東京宝塚劇場公演『飛翔無限』『天使の季節』『アプローズ・タカラヅカ！－ゴールデン90－』（稽古場） 立樹遥ディナーショー『Luce～陽だまりの足音～』 |        |
| 3月      | 80  | 花組東京宝塚劇場公演『飛翔無限』『天使の季節』『アプローズ・タカラヅカ！－ゴールデン90－』（舞台）                                                  |        |
| 4月      | 81  | 雪組宝塚大劇場公演『スサノオ－創国の魁－』『タカラヅカ・グローリー！』                                                                              |        |
| 4月      | 82  | 月組全国ツアー公演『ジャワの踊り子』 朝海ひかるディナーショー『Mannish』                                                                            |        |
| 4月      | 83  | 月組バウホール公演『愛しき人よ－イトシキヒトヨ－』（舞台） 朝海ひかるディナーショー『Mannish』                                                      |        |
| 5月      | 84  | 星組東京宝塚劇場公演『1914/愛』『タカラヅカ絢爛－灼熱のカリビアン・ナイト－』（稽古場）                                                             |        |
| 5月      | 85  | 星組東京宝塚劇場公演『1914/愛』『タカラヅカ絢爛－灼熱のカリビアン・ナイト－』（舞台）                                                               |        |
| 5月      | 86  | 宙組宝塚大劇場公演『ファントム』（舞台） |        |
| 5月      | 87  | 花組全国ツアー公演『ジャワの踊り子』（稽古場） |        |
| 6月      | 88  | 花組バウホール公演『NAKED CITY』（舞台） |        |
| 6月      | 89  | 雪組東京宝塚劇場公演『スサノオ－創国の魁－』『タカラヅカ・グローリー！』（稽古場）                                                                  |        |
| 6月      | 90  | 雪組東京宝塚劇場公演『スサノオ－創国の魁－』『タカラヅカ・グローリー！』（舞台）                                                                    |        |
| 7月      | 91  | 月組宝塚大劇場公演『飛鳥夕映え－蘇我入鹿－』『タカラヅカ絢爛II－灼熱のカリビアン・ナイト』（舞台）                                                  |        |
| 7月      | 92  | 宙組東京宝塚劇場公演『ファントム』（稽古場） |        |
| 7月      | 93  | 宙組東京宝塚劇場公演『ファントム』（舞台） |        |
| 7月      | 94  | 星組バウホール公演『花のいそぎ』（舞台） |        |
| 7月      | 95  | 星組博多座公演 『花舞う長安－玄宗と楊貴妃－井上靖『楊貴妃伝』より』『ロマンチカ宝塚’04－ドルチェ・ヴィータ！』（稽古場）                            |        |
| 8月      | 96  | 雪組ドラマシティ公演『あの日みた夢に－シカゴ・アンダーワールド・ブルース－』（稽古場）                                                              |        |
| 8月      | 97  | 花組宝塚大劇場公演『La Esperanza－いつか叶う－』『TAKARAZUKA舞夢！』（舞台）                                                                        |        |
| 9月      | 98  | 専科・雪組日生劇場公演『花供養』（稽古場） |        |
| 9月      | 99  | 月組東京宝塚劇場公演『飛鳥夕映え－蘇我入鹿－』『タカラヅカ絢爛II－灼熱のカリビアン・ナイト－』（稽古場）                                            |        |
| 9月      | 100 | 月組東京宝塚劇場公演『飛鳥夕映え－蘇我入鹿－』『タカラヅカ絢爛II－灼熱のカリビアン・ナイト－』（舞台）                                              |        |
| 10月     | 101 | 星組宝塚大劇場公演 『花舞う長安－玄宗と楊貴妃－井上靖『楊貴妃伝』より』『ロマンチカ宝塚’04－ドルチェ・ヴィータ！』（舞台）                          |        |
| 10月     | 102 | 花組東京宝塚劇場公演『La Esperanza－いつか叶う－』『TAKARAZUKA舞夢！』（稽古場）                                                                    |        |
| 10月     | 103 | 宙組全国ツアー公演『風と共に去りぬ』（稽古場） |        |
| 10月     | 104 | 花組東京宝塚劇場公演『La Esperanza－いつか叶う－』『TAKARAZUKA舞夢！』（舞台）                                                                      |        |
| 10月     | 105 | 宙組バウホール公演『THE LAST PARTY～S.Fitzgerald’s last day～－フィッツジェラルドの最後の一日－』（稽古場）                                         |        |
| 11月     | 106 | 月組バウホール公演『THE LAST PARTY～S.Fitzgerald’s last day～－フィッツジェラルドの最後の一日－』（稽古場）                                         |        |
| 11月     | 107 | 雪組宝塚大劇場公演『青い鳥を捜して』『タカラヅカ・ドリーム・キングダム』（舞台）                                                                    |        |
| 11月     | 108 | 星組東京宝塚劇場公演 『花舞う長安－玄宗と楊貴妃－井上靖『楊貴妃伝』より』『ロマンチカ宝塚’04－ドルチェ・ヴィータ！』（稽古場）                      |        |
| 11月     | 109 | 星組東京宝塚劇場公演 『花舞う長安－玄宗と楊貴妃－井上靖『楊貴妃伝』より』『ロマンチカ宝塚’04－ドルチェ・ヴィータ！』（舞台）                        |        |
| 12月     | 110 | 花組シアター・ドラマシティ公演『天の鼓－夢幻とこそなりにけれ－』                                                                                    |        |

### 2005年
| 初回放送 | 回  | タイトル                                                                                        | 出演者 |
| -------- | --- | ----------------------------------------------------------------------------------------------- | ------ |
| 1月      | 110 | 花組シアター・ドラマシティ公演『天の鼓－夢幻とこそなりにけれ－』                                |        |
| 1月      | 111 | 雪組東京宝塚劇場公演『青い鳥を捜して』『タカラヅカ・ドリーム・キングダム』（稽古）              |        |
| 1月      | 112 | 花組バウホール公演『くらわんか』主演：蘭寿とむ（稽古場）                                        |        |
| 1月      | 113 | 宙組宝塚大劇場『ホテル ステラマリス』『レヴュー伝説－モン・パリ誕生77周年を記念して－』（舞台） |        |
| 1月      | 114 | 花組バウホール公演『くらわんか』主演：愛音羽麗（稽古場）                                        |        |
| 2月      | 115 | 星組中日劇場公演『王家に捧ぐ歌－オペラ『アイーダ』より－』（稽古場）                            |        |
| 2月      | 116 | 月組宝塚大劇場公演『エリザベート－愛と死の輪舞－』（舞台）                                      |        |
| 2月      | 117 | 宙組東京宝塚大劇場『ホテル ステラマリス』『レヴュー伝説』（稽古場）                             |        |
| 2月      | 118 | 星組バウホール公演『それでも船は行く』主演：涼紫央（稽古場）                                    |        |
| 3月      | 119 | 星組バウホール公演『それでも船は行く』主演：柚希礼音（稽古場）                                  |        |
| 3月      | 120 | 雪組ドラマシティ公演『睡れる月』（稽古場）                                                      |        |
| 4月      | 121 | 雪組バウホール公演『さすらいの果てに』主演：壮一帆（稽古場）                                    |        |
| 4月      | 122 | 花組宝塚大劇場公演『マラケシュ・紅の墓標』『エンター・ザ・レビュー』（舞台）                    |        |
| 4月      | 123 | 月組東京宝塚劇場公演『エリザベート－愛と死の輪舞－』（稽古場）                                  |        |
| 4月      | 124 | 雪組バウホール公演『さすらいの果てに』主演：音月桂（稽古場）                                    |        |
| 5月      | 125 | 宙組バウホール公演『Le Petit Jardin－幸せの庭－』主演：遼河はるひ（稽古場）                     |        |
| 5月      | 126 | 星組宝塚大劇場公演『長崎しぐれ坂』『ソウル･オブ・シバ!!』（舞台）                               |        |
| 5月      | 127 | 宙組全国ツアー公演『ホテル ステラマリス』『レヴュー伝説』（稽古場）                             |        |
| 5月      | 128 | 宙組バウホール公演『Le Petit Jardin－幸せの庭－』主演：悠未ひろ（稽古場）                       |        |
| 5月      | 129 | 花組東京宝塚劇場公演『マラケシュ・紅の墓標』『エンター・ザ・レビュー』（稽古場）                |        |
| 7月      | 130 | 雪組宝塚大劇場公演『霧のミラノ』『ワンダーランド』（舞台）                                      |        |
| 7月      | 131 | 月組バウホール公演『BourbonStreet Blues』主演：月船さらら（稽古場）                             |        |
| 7月      | 132 | 星組東京宝塚劇場公演『長崎しぐれ坂』『ソウル･オブ・シバ!!』（稽古場）                           |        |
| 7月      | 133 | 月組梅田芸術劇場公演『Ernest in Love』（稽古場）                                                |        |
| 7月      | 134 | 月組バウホール公演『BourbonStreet Blues』主演：北翔海莉（稽古場）                               |        |
| 8月      | 135 | 花組博多座公演『マラケシュ・紅の墓標』『エンター・ザ・レビュー』（稽古場）                      |        |
| 8月      | 136 | 宙組宝塚大劇場公演『炎にくちづけを』『ネオ・ヴォヤージュ』（舞台）                              |        |
| 8月      | 137 | 雪組東京宝塚劇場公演『霧のミラノ』『ワンダーランド』（稽古場）                                  |        |
| 9月      | 138 | 花組日生劇場公演『Ernest in Love』（稽古場）                                                    |        |
| 9月      | 139 | 星組全国ツアー公演『ベルサイユのばら』『ソウル･オブ･シバ!!』（稽古場）                          |        |
| 10月     | 140 | 星組ドラマシティ公演『龍星』（稽古場）                                                          |        |
| 10月     | 141 | 月組宝塚大劇場公演『JAZZYな妖精たち』『REVUE OF DREAMS』（舞台）                                |        |
| 10月     | 142 | 宙組東京宝塚劇場公演『炎にくちづけを』『ネオ・ヴォヤージュ』（稽古場）                          |        |
| 11月     | 143 | 雪組バウホール公演『DAYTIME HUSTLER』（稽古場）                                                 |        |
| 11月     | 144 | 雪組全国ツアー公演『銀の狼』『ワンダーランド』（稽古場）                                        |        |
| 11月     | 145 | 花組宝塚大劇場公演『落陽のパレルモ』『ASIAN WINDS!』（舞台）                                    |        |
| 11月     | 146 | 月組東京宝塚劇場公演『JAZZYな妖精たち』『REVUE OF DREAMS』（稽古場）                            |        |

### 2016年
| 初回放送 | 回  | タイトル                                                                                     | 出演者                                                           |
| -------- | --- | -------------------------------------------------------------------------------------------- | ---------------------------------------------------------------- |
| 6月      | 483 | 月組宝塚大劇場・東京宝塚劇場公演 『NOBUNAGA＜信長＞ －下天の夢－』『Forever LOVE!!』（舞台） | 龍真咲、愛希れいか、珠城りょう、沙央くらま、凪七瑠海、美弥るりか |

### 2018年
| 初回放送 | 回  | タイトル | 出演者                                                                     |
| -------- | --- | --- | -------------------------------------------------------------------------- |
| 1月      | 525 | 花組宝塚大劇場・東京宝塚劇場公演 『ポーの一族』（舞台）                                                                  | 明日海りお、仙名彩世、柚香光、瀬戸かずや、鳳月杏、水美舞斗                 |
| 2月      | 530 | 月組宝塚大劇場・東京宝塚劇場公演 『カンパニー -努力、情熱、そして仲間たち-』 『BADDY－悪党は月からやって来る－』（舞台） | 珠城りょう、愛希れいか、美弥るりか、月城かなと、暁千星                     |
| 5月      | 535 | 星組宝塚大劇場・東京宝塚劇場公演 『ANOTHER WORLD』 『Killer Rouge』（舞台）                                              | 紅ゆずる、綺咲愛里、礼真琴、七海ひろき、天寿光希、瀬央ゆりあ               |
| 6月      | 537 | 雪組宝塚大劇場・東京宝塚劇場公演 『凱旋門』『Gato Bonito!!』（舞台）                                                     | 轟悠、望海風斗、真彩希帆、彩風咲奈、彩凪翔、朝美絢、永久輝せあ             |
| 7月      | 541 | 花組宝塚大劇場・東京宝塚劇場公演 『MESSIAH -異聞・天草四郎-』 『BEAUTIFUL GARDEN -百花繚乱-』（舞台）                    | 明日海りお、仙名彩世、柚香光、瀬戸かずや、鳳月杏、水美舞斗                 |
| 8月      | 543 | 宙組宝塚バウホール公演 『ハッスル メイツ！』（稽古場）                                                                   | 和希そら、美風舞良、松風輝、瑠風輝、天彩峰里                               |
| 8月      | 544 | 星組宝塚バウホール公演 『New Wave! －星－』（稽古場）                                                                    | 瀬央ゆりあ、紫藤りゅう、朝水りょう、華鳥礼良、桜庭舞、極美慎               |
| 10月     | 547 | 星組宝塚バウホール公演 『デビュタント』（稽古場）                                                                        | 瀬央ゆりあ、音波みのり、漣レイラ、紫藤りゅう、華鳥礼良、桜庭舞、星蘭ひとみ |

### 2019年
| 月   | 回  | タイトル | 出演者                                                                 |
| ---- | --- | --- | ---------------------------------------------------------------------- |
| 1月  | 549 | 雪組宝塚大劇場・東京宝塚劇場公演 『ファントム』（舞台）                                                       | 望海風斗、真彩希帆、彩風咲奈、彩凪翔、朝美絢、永久輝せあ               |
| 1月  | 550 | 花組シアター・ドラマシティ・KAAT神奈川芸術劇場公演 『蘭陵王－美しすぎる武将－』（稽古場）                     | 凪七瑠海､音くり寿､瀬戸かずや､京三紗､悠真倫､花野じゅりあ､帆純まひろ     |
| 1月  | 553 | 月組東京国際フォーラム ホールC公演 『ON THE TOWN』（稽古場）                                                  |                                                                        |
| 1月  | 554 | 星組宝塚大劇場・東京宝塚劇場公演 『霧深きエルベのほとり』『ESTRELLAS～星たち～』（舞台）                      | 紅ゆずる、綺咲愛里、礼真琴、七海ひろき、天寿光希、瀬央ゆりあ           |
| 1月  | 555 | 月組宝塚バウホール公演 『Anna Karenina』（稽古場）                                                            |                                                                        |
| 1月  | 556 | 専科宝塚バウホール公演 『パパ・アイ・ラブ・ユー』（稽古場）                                                   | 轟悠、悠真倫、愛白もあ、美月悠、留依蒔世、遥羽らら                     |
| 2月  | 557 | 宙組博多座公演 『黒い瞳』『VIVA! FESTA! in HAKATA』                                                           |                                                                        |
| 2月  | 558 | 宙組シアター・ドラマシティ・日本青年館ホール公演 『群盗-Die Rauber-』（稽古場）                               | 芹香斗亜、天彩峰里、瑠風輝、凛城きら、華妃まいあ                       |
| 2月  | 559 | 花組宝塚大劇場・東京宝塚劇場公演 『CASANOVA』（舞台）                                                         |                                                                        |
| 3月  | 560 | 雪組東急シアターオーブ公演 『20世紀号に乗って』（稽古場）                                                     |                                                                        |
| 3月  | 561 | 月組宝塚大劇場・東京宝塚劇場公演 『夢現無双 -吉川英治原作「宮本武蔵」より-』『クルンテープ 天使の都』（舞台） |                                                                        |
| 3月  | 562 | 雪組宝塚バウホール公演 『PR×PRince』（稽古場）                                                                | 永久輝せあ、潤花、愛すみれ、綾凰華、星南のぞみ、彩みちる、彩海せら     |
| 4月  | 563 | 宙組宝塚大劇場・東京宝塚劇場公演 『オーシャンズ11』（舞台）                                                   |                                                                        |
| 5月  | 564 | 星組全国ツアー公演 『アルジェの男』『ESTRELLAS ～星たち～』（稽古場）                                         |                                                                        |
| 5月  | 565 | 星組シアター・ドラマシティ・日本青年館ホール公演 『鎌足－夢のまほろば、大和し美し－』（稽古場）               |                                                                        |
| 5月  | 566 | 花組宝塚バウホール公演 『Dream On!』（稽古場）                                                                |                                                                        |
| 6月  | 567 | 雪組宝塚大劇場・東京宝塚劇場公演 『壬生義士伝』『Music Revolution!』（舞台）                                  | 望海風斗、真彩希帆、彩風咲奈、彩凪翔、朝美絢、永久輝せあ               |
| 6月  | 568 | 花組TBS赤坂ACTシアター公演 『花より男子』（稽古場）                                                           | 柚香光、城妃美伶、華雅りりか、優波慧、音くり寿、聖乃あすか、希波らいと |
| 7月  | 569 | 星組宝塚大劇場・東京宝塚劇場公演 『GOD OF STARS-食聖-』『Eclair Brillant』（舞台）                            | 紅ゆずる､綺咲愛里､礼真琴､瀬央ゆりあ､華形ひかる､天寿光希                |
| 7月  | 570 | 月組梅田芸術劇場公演 『ON THE TOWN』（稽古場）                                                                | 珠城りょう、美園さくら、鳳月杏、暁千星、白雪さち花、夢奈瑠音、海乃美月 |
| 7月  | 571 | 月組日本青年館ホール・シアター・ドラマシティ公演 『チェ・ゲバラ』（稽古場）                                   | 轟悠、風間柚乃、天紫珠李、光月るう、千海華蘭、輝月ゆうま、蓮つかさ     |
| 8月  | 572 | 宙組全国ツアー公演 『追憶のバルセロナ』『NICE GUY!!』（稽古場）                                               | 真風涼帆、星風まどか、芹香斗亜、桜木みなと、華妃まいあ                 |
| 8月  | 573 | 花組・宝塚大劇場・東京宝塚劇場公演 『A Fairy Tale －青い薔薇の精－』『シャルム！』（舞台）                    | 明日海りお、華優希、柚香光、瀬戸かずや、水美舞斗                       |
| 9月  | 574 | 宙組宝塚バウホール公演 『リッツ・ホテルくらいに大きなダイヤモンド』（稽古場）                                 | 瑠風輝、夢白あや、悠真倫、美風舞良、松風輝、鷹翔千空                   |
| 10月 | 575 | 雪組KAAT神奈川芸術劇場・シアター・ドラマシティ公演 『ハリウッド・ゴシップ』(稽古場）                          | 彩風咲奈、潤花、彩凪翔、真那春人、煌羽レオ、縣千                       |
| 10月 | 576 | 雪組全国ツアー公演 『はばたけ黄金の翼よ』『Music Revolution!』（稽古場）                                      | 望海風斗、真彩希帆、朝美絢、朝月希和、永久輝せあ、綾凰華               |
| 10月 | 577 | 月組宝塚大劇場・東京宝塚劇場公演 『I AM FROM AUSTRIA－故郷は甘き調べ－』（舞台）                              | 珠城りょう、美園さくら、月城かなと、鳳月杏、暁千星                     |
| 11月 | 578 | 星組梅田芸術劇場・東京建物 Brillia HALL公演 『ロックオペラ モーツァルト』（稽古場）                           | 礼真琴、舞空瞳、凪七瑠海、紫藤りゅう、小桜ほのか、極美慎               |
| 11月 | 579 | 宙組宝塚大劇場・東京宝塚劇場公演 『El Japon －イスパニアのサムライ－』『アクアヴィーテ!!』（舞台）            | 真風涼帆、星風まどか、芹香斗亜、桜木みなと、和希そら                   |
| 12月 | 580 | 星組宝塚バウホール公演 『龍の宮物語』（稽古場）                                                               | 瀬央ゆりあ、有沙瞳、天寿光希、天華えま、天飛華音、水乃ゆり             |